# Netsentron
NetSentron es un instrumento de seguridad de red diseñado y vendido por Kobelt Development Inc. (KDI), una compañía de servicios de TI con cede en  Surrey, British Columbia. El instrumento de NetSentron es un dispositivo que cumple las funciones de  firewall, filtro de contenido de páginas web, y como Red privada virtual con la característica de que puede ser accedido de forma remota.

## Historia
NetSentron fue desarrollado por KDI en 2002.  El producto está disponible como un instrumento físico y como software que debe ser cargado al hardware equivalente. El mercado inicial al que iba dirigido este producto eran negocios, para brindar alta seguridad en la transferencia de datos, esto, a través de su  encripción AES de 256 bits. Con el paso del tiempo, sin embargo, escuelas que querían prevenir que sus alumnos vieran contenido inadecuado en internet (definido por los administradores de las escuelas como: sitios pornografía  y mensajería instantánea) se interesaron en NetSentron por el filtro de contenido que ofrecía.

## Características
NetSentron provee características para seguridad de red y gestión de red, como un firewall con sistema de detección de intrusos, y un filtro de spam. 
El hardware de NetSentron está disponible en dos tamaños.  El original es un servidor (1U) de una unidad rack que puede configurarse para soportar hasta 200,400 u 800 usuarios concurrentes de Internet, dependiendo de la opción que se haya comprado. Para operaciones más pequeñas, un pequeño factor soporta hasta 50 usuarios concurrentes de Internet. 